# Triângulo com um sétimo da área

A área do triângulo menor é um sétimo da área do triângulo maior.

Em geometria plana, qualquer triângulo ABC contém um triângulo com um sétimo da área de ABC e que é formado da seguinte maneira: os lados desse triângulo estão nas retas p, q, r onde
p passa pelo vértice A e por um ponto no segmento BC a uma distância de B que é 1/3 da distância de B até C,
q passa pelo vértice B e por um ponto no segmento CA a uma distância de C que é 1/3 da distância de C até A,
r passa pelo vértice C e por um ponto no segmento AB a uma distância de A que é 1/3 da distância de A até B.
De acordo com Cook e Wood (2004), este triângulo intrigou Richard Feynman em uma conversa de jantar. De Villiers (2005) fornece uma generalização e um resultado análogo para paralelogramos.
Um resultado mais geral é conhecido como teorema de Routh.